# Jennifer Egan
Jennifer Egan, född 6 september 1962 i Chicago, Illinois, är en amerikansk romanförfattare och novellist som bor i Brooklyn. Egans roman Huliganerna kommer på besök vann år 2011 Pulitzerpriset för skönlitteratur och National Book Critics Circle Award för skönlitteratur.
Jennifer Egan växte upp i San Francisco på USA:s västkust. Efter att ha gått ut Lowell High School gick hon på University of Pennsylvania och St John's College, Cambridge.
Hon har bland annat publicerat noveller i The New Yorker, Harper's Magazine, Zoetrope: All-Story och Ploughshares. Hennes journalistiska artiklar återfinns ofta i The New York Times Magazine. Hon har publicerat en novellsamling och sex romaner, där Look at Me var i National Book Award-finalen år 2001.